# Kikka (Estonia)
Kikka – wieś w Estonii, w prowincji Põlva, w gminie Veriora.